# 阿内斯和博略
阿内斯和博略（法語：Annesse-et-Beaulieu，法語發音：[anɛs e boljø]）是法国多尔多涅省的一个市镇，属于佩里格区。

## 地理
阿内斯和博略（45°10'27"N, 0°35'28"E）面积12.12 平方千米，位于法国新阿基坦大区多爾多涅省，该省份为法国西南部内陆省份，是法國本土面积第三大的省，大致对应佩里戈尔地区，北起顺时针与夏朗德省、上维埃纳省、科雷兹省、洛特省、洛特-加龙省、吉倫特省和滨海夏朗德省接壤。
与阿内斯和博略接壤的市镇（或旧市镇、城区）包括：拉沙佩勒戈纳盖、尚斯拉德、莱吉亚克德洛什、伊勒河畔马尔萨克、芒西尼亚克、蒙特朗、伊勒河畔拉扎克、圣阿斯捷。

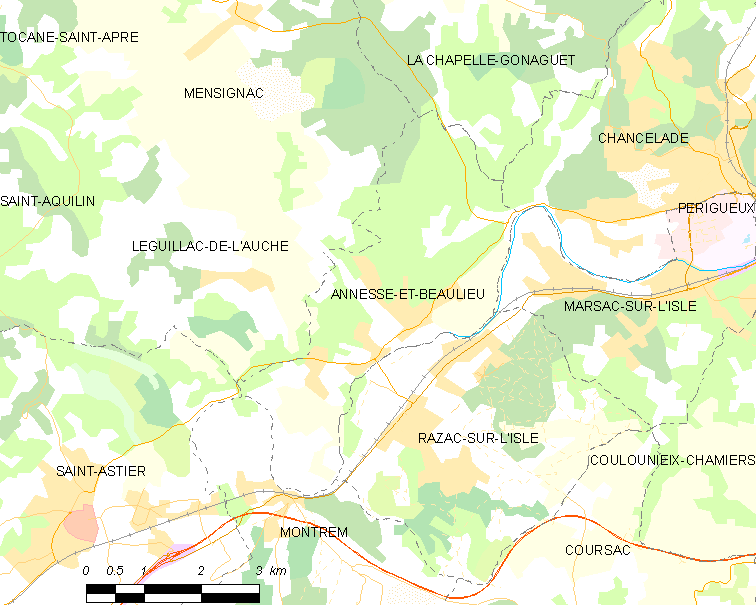
阿内斯和博略的OSM定位图

阿内斯和博略的时区为UTC+01:00、UTC+02:00（夏令时）。

## 行政
阿内斯和博略的邮政编码为24430，INSEE市镇编码为24010。

## 政治
阿内斯和博略所属的省级选区为圣阿斯捷县。

## 人口

1962-2008年间阿内斯和博略人口变化图示

阿内斯和博略于2022年1月1日时的人口数量为1478人。